# Cyllopoda osiriodes
Cyllopoda osiriodes är en fjärilsart som beskrevs av Louis Beethoven Prout 1938. Cyllopoda osiriodes ingår i släktet Cyllopoda och familjen mätare. Inga underarter finns listade i Catalogue of Life.